# Atletica leggera ai Giochi della XXXII Olimpiade - Staffetta 4×400 metri femminile

Video della finale
- Ufficiale
- [https://www.youtube.com/watch?v=s7I6jVpj4pU Commento in italiano

Ai Giochi della XXXII Olimpiade la Staffetta 4×400 metri femminile si è svolta nei giorni 5 e 7 agosto 2021 presso lo Stadio nazionale di Tokyo.
Vincono gli Stati Uniti con 3'16"85, il quinto tempo più veloce della storia.
Con questa vittoria Allyson Felix diventa l'atleta olimpica più medagliata in assoluto nell'atletica leggera (11 medaglie) e la staffettista più vincente con quattro ori (il primo a Pechino 2008).

Sono stati stabiliti i record nazionali di Polonia (in finale) Paesi Bassi, Belgio (in batteria e in finale) e Svizzera (in batteria).

## Presenze ed assenze delle campionesse in carica
| Competizione            | Atleta      | Prestazione |           |
| ----------------------- | ----------- | ----------- | --------- |
| Olimpiadi 2016          | Stati Uniti | 3'19”06     | Presenti  |
| Commonwealth 2018       | Giamaica    | 3'24”00     | Presente  |
| Europei 2018            | Polonia     | 3'26”59     | Presente  |
| Asiatici 2018           | India       | 3'28”72     | Non qual. |
| Panamericani 2019       | Stati Uniti | 3'26”46     | Presenti  |
| Africani 2019           | Nigeria     | 3'30”32     | Non qual. |
| Mondiali staffette 2019 | Polonia     | 3'27”49     | Presente  |
| Mondiali 2019           | Stati Uniti | 3'18”92     | Presenti  |
|                         |             |             |           |
| Mondiali junior 2016    | Stati Uniti | 3'29”11     | Presenti  |

## Risultati

### Batterie
Le prime tre squadre di ogni batteria (Q) e i due migliori tempi delle escluse (q) si qualificano per la finale.

#### Batteria 1
| Posizione | Corsia | Nazione   | Atleti                                                                  | Tempo   | Note                                     |
| --------- | ------ | --------- | ----------------------------------------------------------------------- | ------- | ---------------------------------------- |
| 1         | 3      | Polonia   | Anna Kiełbasińska, Iga Baumgart-Witan, Małgorzata Hołub, Justyna Święty | 3'23"10 | Q                                        |
| 2         | 8      | Cuba      | Zurian Hechavarría, Rose Mary Almanza, Sahily Diago, Lisneidy Veitía    | 3'24"04 | Q                                        |
| 3         | 4      | Belgio    | Naomi Van Den Broeck, Imke Vervaet, Paulien Couckuyt, Camille Laus      | 3'24"08 | Q                                        |
| 4         | 5      | Germania  | Corinna Schwab, Carolina Krafzik, Laura Müller, Ruth Spelmeyer          | 3'24"77 | Miglior prestazione personale stagionale |
| 5         | 9      | Francia   | Sokhna Lacoste, Amandine Brossier, Brigitte Ntiamoah, Floria Gueï       | 3'25"07 | Miglior prestazione personale stagionale |
| 6         | 6      | Svizzera  | Léa Sprunger, Silke Lemmens, Rachel Pellaud, Yasmin Giger               | 3'25"90 | Record nazionale                         |
| 7         | 7      | Australia | Bendere Oboya, Kendra Hubbard, Ellie Beer, Anneliese Rubie-Renshaw      | 3'30"61 | Miglior prestazione personale stagionale |
|           | 2      | Bahamas   | Doneisha Anderson, Megan Moss, Brianne Bethel, Anthonique Strachan      | dns     |                                          |

#### Batteria 2
| Posiziome | Corsia | Nazione       | Atleti                                                                       | Tempo   | Note                                     |
| --------- | ------ | ------------- | ---------------------------------------------------------------------------- | ------- | ---------------------------------------- |
| 1         | 8      | Stati Uniti   | Kaylin Whitney, Wadeline Jonathas, Kendall Ellis, Lynna Irby                 | 3'20"86 | Q                                        |
| 2         | 9      | Giamaica      | Junelle Bromfield, Roneisha McGregor, Janieve Russell, Stacey-Ann Williams   | 3'21"95 | Q                                        |
| 3         | 3      | Gran Bretagna | Emily Diamond, Zoey Clark, Laviai Nielsen, Nicole Yeargin                    | 3'23"99 | Q                                        |
| 4         | 7      | Paesi Bassi   | Lieke Klaver, Lisanne de Witte, Laura de Witte, Femke Bol                    | 3'24"01 | q                                        |
| 5         | 6      | Canada        | Alicia Brown, Sage Watson, Madeline Price, Kyra Constantine                  | 3'24"05 | q                                        |
| 6         | 5      | Ucraina       | Kateryna Klymyuk, Alina Lohvynenko, Viktoriya Tkachuk, Anna Ryzhykova        | 3'24"50 | Miglior prestazione personale stagionale |
| 7         | 4      | Italia        | Benedicta Chigbolu, Alice Mangione, Petra Nardelli, Rebecca Borga            | 3'27"74 | Miglior prestazione personale stagionale |
| 8         | 2      | Bielorussia   | Aliaksandra Khilmanovich, Yuliya Bliznets, Ėl'vira Herman, Asteria Uzo Limai | 3'33"00 |                                          |

### Finale
| Record mondiale e olimpico | Tatyana Ledovskaya, Olga Nazarova, Mariya Pinigina, Olga Bryzgina | 3'15”17 | Seul | 1º ottobre 1988 |

Sabato 7 agosto 2021, ore 21:30
| Posiziome | Corsia | Nazione       | Atleti                                                                  | Tempo   | Note                                     |
| --------- | ------ | ------------- | ----------------------------------------------------------------------- | ------- | ---------------------------------------- |
|           | 7      | Stati Uniti   | Sydney McLaughlin, Allyson Felix, Dalilah Muhammad, Athing Mu           | 3'16"85 | Miglior prestazione personale stagionale |
|           | 4      | Polonia       | Natalia Kaczmarek, Iga Baumgart-Witan, Małgorzata Hołub, Justyna Święty | 3'20"53 | Record nazionale                         |
|           | 5      | Giamaica      | Roneisha McGregor, Janieve Russell, Shericka Jackson, Candice McLeod    | 3'21"24 | Miglior prestazione personale stagionale |
| 4         | 3      | Canada        | Alicia Brown, Madeline Price, Kyra Constantine, Sage Watson             | 3'21"84 | Miglior prestazione personale stagionale |
| 5         | 9      | Gran Bretagna | Ama Pipi, Jodie Williams, Emily Diamond, Nicole Yeargin                 | 3'22"59 | Miglior prestazione personale stagionale |
| 6         | 2      | Paesi Bassi   | Lieke Klaver, Lisanne de Witte, Laura de Witte, Femke Bol               | 3'23"74 | Record nazionale                         |
| 7         | 6      | Belgio        | Naomi Van Den Broeck, Imke Vervaet, Paulien Couckuyt, Camille Laus      | 3'23"96 | Record nazionale                         |
| 8         | 6      | Cuba          | Zurian Hechavarría, Rose Mary Almanza, Sahily Diago, Lisneidy Veitía    | 3'26"92 |                                          |

Fonte: